# Суглобов, Александр Михайлович
Алекса́ндр Миха́йлович Сугло́бов (15 января 1982, Электросталь) — российский хоккеист, крайний нападающий.

## Биография
Воспитанник электростальского хоккея, а также московского «Спартака». Сезон 2000/2001 начал в ярославском «Локомотиве», затем был отдан в аренду в петербургский СКА, затем в уфимский «Салават Юлаев», и уже в январе 2001 г. вновь вернулся в Ярославль. Осенью 2002 г. шесть матчей провёл в аренде за нижнекамский «Нефтехимик».
На драфте НХЛ 2000 года был выбран во втором раунде под общим 56-м номером клубом «Нью-Джерси Девилз». Большой промежуток времени выступал за его фарм-клуб «Олбани Ривер Рэтс», в 2004 году играл в матче всех звёзд АХЛ. 8 марта 2006 года обменян в «Торонто Мейпл Лифс» на Кена Кли, в котором выступал до 2007 года.
В 2007 году, вернувшись в Россию, подписал контракт со СКА, в ноябре перешёл в состав ЦСКА. В 2010 году вернулся в московский «Спартак». 4 января 2011 года был обменян в ЦСКА на Егора Михайлова. В межсезонье перешёл в нижегородское «Торпедо», но в составе не закрепился и по ходу сезона отправился в новосибирскую «Сибирь».
5 мая 2012 года подписал однолетний контракт с челябинским «Трактором». 6 ноября 2012 был обменян в «Спартак». Взамен челябинцы получили право выбора в пятом раунде драфта юниоров КХЛ в 2013 году.

## Достижения
- Чемпион мира среди молодежных команд 2002 г (7, 0+1).
- Чемпион России 2002 г., 2003 г.
- Участник чемпионата мира 2003 г. (7, 3+0).
- Участник Матча всех звезд AHL 2004.

## Личная жизнь
16 ноября 2010 г. родился сын.

## Статистика
```
                                            --- Regular Season ---  ---- Playoffs ----
Season   Team                        Lge    GP    G    A  Pts  PIM  GP   G   A Pts PIM
--------------------------------------------------------------------------------------
2000-01  Yaroslavl Lokomotiv         Rus     4    0    0    0    2
2000-01  St. Petersburg SKA          Rus     8    1    0    1    6
2000-01  Ufa Salavat Yulayev         Rus     6    0    0    0    4
2001-02  Yaroslavl Lokomotiv         Rus    23    4    1    5   20
2002-03  Yaroslavl Lokomotiv         Rus    17    4    2    6   12   5   1   0   1   2
2002-03  Nizhnekamsk Neftekhimik     Rus     6    0    0    0    4  --  --  --  --  --
2003-04  Albany River Rats           AHL    35   11   11   22   54  --  --  --  --  --
2003-04  New Jersey Devils           NHL     1    0    0    0    0  --  --  --  --  --
2004-05  Albany River Rats           AHL    72   25   21   46   77  --  --  --  --  --
2005-06  Albany River Rats           AHL    51   25   23   48   52  --  --  --  --  --
2005-06  New Jersey Devils           NHL     1    1    0    1    0  --  --  --  --  --
2005-06  Toronto Marlies             AHL    15    8    2   10   21   5   5   2   7   2
2005-06  Toronto Maple Leafs         NHL     2    0    0    0    0  --  --  --  --  --
2006-07  Toronto Maple Leafs         NHL    14    0    0    0    4  --  --  --  --  --
2006-07  Toronto Marlies             AHL    32    3   10   13   16  --  --  --  --  --
2007-08  ЦСКА (Москва)               Rus    33   10    4   14   41   6   4   1   5  29
2008-09  ЦСКА (Москва)               KHL    54   14   15   29   67   8   0   1   1   4
2009-10  ЦСКА (Москва)               KHL    37   12   14   26   22   3   0   0   0   4
2010-11  Спартак (Москва)            KHL    14    3    4    7    8  --  --  --  --  --
2010-11  ЦСКА (Москва)               KHL    15    5    4    9    4  --  --  --  --  --
2011-12  Торпедо (Нижний Новгород)   KHL     4    0    1    1    2  --  --  --  --  --
2011-12  Сибирь (Новосибирск)        KHL    31   13    6   19   16  --  --  --  --  --
2012-13  Трактор (Челябинск)         KHL    15    2    5    7    2  --  --  --  --  --
2012-13  Спартак (Москва)            KHL    29    5    9   14   18  --  --  --  --  --
--------------------------------------------------------------------------------------
         NHL Totals                         18    1    0    1    4

```